# 손더스 매클레인
손더스 매클레인(영어: Saunders Mac Lane IPA: [ˈsɔːndə(ɹ)s məˈkleɪn], 1909–2005)은 미국의 수학자다. 사무엘 에일렌베르크와 함께 범주론을 창안하였다.

## 생애
1909년 8월 4일 미국 코네티컷주 태프트빌(Taftville)에서 아버지 도널드 매클레인(영어: Donald MacLane)과 어머니 위니프레드 손더스(영어: Winifred Saunders)에게 태어났다. 매클레인 가문은 스코틀랜드 출신이었으며, 성의 철자는 원래 영어: McLean이었지만, 미국에 이민하면서 더 발음하기 쉽게 영어: MacLane으로 바뀌었다. 매클레인의 본명은 레슬리 손더스 매클레인(Leslie Saunders MacLane)이었으나, 어릴 때부터 "레슬리"는 생략하게 되었다.
1926년에 예일 대학교에 입학하여 원래는 화학을 전공하였으나 곧 수학으로 전공을 바꾸었다. 1930년에 예일 대학교에서 학사(Bachelor of Arts) 학위를 받았고, 1931년에 시카고 대학교에서 석사(Master of Arts) 학위를 받았다. 석사 기간 동안에 첫 논문을 발표하였는데, 물리학에 대한 것이었다. 그 뒤 괴팅겐 대학교에서 에미 뇌터, 헤르만 바일, 파울 베르나이스 등 아래서 박사 학위를 밟았고, 1934년에 졸업하였다. 1933년에 도로시 존스(영어: Dorothy Jones)와 결혼하였다. 아내 도로시의 요구에 의하여 성 "매클레인"을 띄어쓰기하게 되었다 (MacLane → Mac Lane).
1934년~1938년에 하버드 대학교, 코넬 대학교, 시카고 대학교에 강사로 있었다. 1938년~1947년에는 하버드 대학교에 교수로 있었고, 1947년부터 시카고 대학교에서 교수로 있었다.
1985년 2월 3일에 부인 도로시가 뇌염으로 인해 사망하였다. 1986년에 예술가 오사 스코팅(영어: Osa Skotting)과 재혼하였다. (스코팅은 수학자 어빙 시걸(영어: Irving Segal)의 아내였으나, 1977년에 이혼하였다.)
2005년 4월 14일에 사망하였다.

## 저서
- Mac Lane, Saunders (2005). 《Saunders Mac Lane: a mathematical autobiography》 (영어). A. K. Peters. ISBN 978-1-56881-150-5.
- Mac Lane, Saunders (1998). 《Categories for the working mathematician》. Graduate Texts in Mathematics (영어) 5 2판. Springer. doi:10.1007/978-1-4757-4721-8. ISBN 978-1-4419-3123-8. ISSN 0072-5285. MR 1712872. Zbl 0906.18001.
- Mac Lane, Saunders; Birkhoff, Garrett (1999). 《Algebra》 (영어) 3판. AMS Chelsea Publishing. ISBN 0-8218-1646-2.
- Mac Lane, Saunders; Moerdijk, Ieke (1992). 《Sheaves in geometry and logic: a first introduction to topos theory》. Universitext (영어). Springer. doi:10.1007/978-1-4612-0927-0. ISBN 978-0-387-97710-2. ISSN 0172-5939. Zbl 0822.18001.

## 참고 문헌
1. ↑  Kutateladze, Semën Samsonovich (2005). “Saunders Mac Lane, the Knight of Mathematics”. 《Scientiae Mathematicae Japonicae》 (영어) 63 (1): 4–8. arXiv:math/0507203. Bibcode:2005math......7203K.

- McLarty, Colin (2005). “Saunders Mac Lane (1909–2005): his mathematical life and philosophical works”. 《Philosophia Mathematica》 (영어) 13 (3): 237–251. doi:10.1093/philmat/nki038. ISSN 0031-8019.
- McLarty, Colin (2007년 3월). “The last mathematician from Hilbert’s Göttingen: Saunders Mac Lane as philosopher of mathematics” (PDF). 《The British Journal for the Philosophy of Science》 (영어) 58 (1): 77–112. doi:10.1093/bjps/axl030. ISSN 0007-0882. 2013년 7월 4일에 원본 문서 (PDF)에서 보존된 문서. 2013년 5월 6일에 확인함.